# Anthophila inscriptana
Anthophila inscriptana is een vlinder uit de familie van de glittermotten (Choreutidae). De wetenschappelijke naam van de soort is als Simaethis inscriptana voor het eerst geldig gepubliceerd in 1875 door Pieter Snellen.